# Javier Tomeo
Javier Tomeo Estallo (Quicena, Huesca, 9 septembre 1932 - Barcelone, 22 juin 2013) est un écrivain et dramaturge aragonais (Espagne).

## Biographie
Javier Tomeo Estallo a passé une licence de droit et de criminologie à l'Université de Barcelone. En 1963, il a publié, avec Juan María Estadella, La brujería y la superstición en Cataluña (La sorcellerie et la superstition en Catalogne). En 1967, il écrit son premier roman. Il a obtenu en 1971 le premio de novela corta Ciudad de Barbastro, pour El Unicornio. Dans les années 1970 sont apparus d'autres titres comme El castillo de la carta cifrada. Dans les années 80, il écrit Diálogo en re mayor, Amado monstruo ; dans la décennie suivante ont été publiés de nombreux livres : El gallitigre (1990), El crimen del cine Oriente (1995), Los misterios de la ópera (1997), Napoleón VII (1999) ou Cuentos perversos (2002), entre autres.
Dans El cazador (le chasseur) (1967), un homme s'enferme pour toujours dans une pièce de sa propre maison comme un ermite et n'a plus de contacts qu'avec sa mère. Dans El unicornio (1971), les spectateurs d'une pièce de théâtre disparaissent un à un comme dans un roman policier expressionniste. El castillo de la carta cifrada (1979) est, pour le critique Rafael Conte un “conte sur l'impossibilité d'écrire et pourtant le besoin d'envoyer des lettres”. Dans Amado monstruo (1985), une de ses œuvres maîtresses, il analyse un entretien de travail marqué par le complexe d'Œdipe de ses protagonistes. Dans El cazador de leones (1987), il s'agit du monologue d'un homme qui essaie de conquérir par téléphone une femme qui ne répond jamais. Bestiario (1988) recueille les vies de nombreux animaux, particulièrement des insectes. Preparativos de viaje (1991) nous raconte l'impossibilité pour un vendeur de fauteuils tournants de traverser les frontières d'un mystérieux pays appelé Beluchistan. La agonía de Proserpina (1993) introduit pour la première fois un personnage féminin réel, alors que les femmes étaient jusqu'alors absentes dans ses récits. Conversaciones con mi amigo Ramón (1997) a comme motif ses divagations avec Ramón Riera, personnage très récurrent dans l'œuvre de Tomeo. Los nuevos inquisidores (2004) contient une large rétrospective des contes de Tomeo depuis la fin de 1950 jusqu'à aujourd'hui ; beaucoup d'entre eux étaient inédits et tous ont été révisés par l'auteur spécialement pour cette édition. Dans La mirada de la muñeca hinchable (2003), un homme solitaire entreprend un dialogue impossible avec une poupée de plastique dans un monde dont on entend seulement les bruits. Ce solitaire n'a pas besoin de réponses et pour cette même raison, il engage également de temps en temps une conversation avec sa mère décédée. Dans El cantante de boleros (2005), il raconte la vie monotone d'un autre homme solitaire, se prenant pour un chanteur, et qui parle également avec sa mère morte. Comme on peut le constater, beaucoup de ses protagonistes sont des personnages solitaires, autistes ou avec des problèmes de communication.
Quelques-unes de ses œuvres ont été portées sur les scènes avec un accueil favorable de la critique, et surtout en France. Amado monstruo (Monstre Aimé) a été donné au Théâtre National de la Colline de Paris en 1989 avec un grand succès. Quelques mois plus tard, elle a été jouée à Saragosse en version espagnole. Yvon Chaix a monté El cazador de leones sous le titre Le chasseur de lions, Grenoble, 1990. La version espagnole a été montée en 1993 par Jean-Jacques Préau. Ont également été adaptées avec succès Historias mínimas, El castillo de la carta cifrada (créée à Cologne, 1993 et quatre ans après à Paris par la Comédie-Française), Diálogo en re menor (première en Allemagne, et en Espagne en 1996) et Los misterios de la ópera (1999). Le Centro dramático de Aragón a monté La agonía de Proserpina en 2003.
Tomeo est un écrivain très imaginatif qui possède un monde propre original, même s'il utilise la technique kafkaïenne de la parabole, et par certains aspects il est comparable à Thomas Bernhard et Luis Buñuel. Ainsi, son récit est fréquemment inspiré par le point de vue des choses, des animaux et autres formes de vie. Ses fictions procèdent par une accumulation de détails illogiques jusqu'à l'exacerbation de l'absurde au milieu de la réalité la plus quotidienne, avec un contenu critique à l'égard de l'incohérence de l'organisation sociale. Sa vision de la condition humaine est dramatique et existentielle, mais également très lyrique et humoristique, et souterrainement symbolique. Il se déclare de manière cachée contre tout nationalisme, autonomisme, machisme et féminisme, contre toute dictature réelle, ou cachée, tout lieu commun, tout faux idéalisme, tout préjugé, contre les moyens de communication (la télévision par-dessus tout) ; il défend l'animalité, les instincts et la monstruosité des êtres humains, ainsi que l'incommunicabilité totale dans laquelle l'être humain s'enfonce.
Son style est sobre et minimaliste, avec des phrases courtes. C'est un maître du conte, qu'il rassemble en collections selon leur forme (Historias mínimas), leur thème (Problemas oculares), leur morale (Cuentos perversos), ou leur symbolisme (Zoopatías y zoofilias). Chacun commence avec une situation déconcertante, qui mène habituellement à une fin ouverte. De ce fait, ses histoires possèdent plus d'une interprétation. Son œuvre romanesque a été traduite en diverses langues. 
Il a reçu le Premio Aragón a las letras en 1994 et la médaille d'or de la municipalité de Sagarosse. De plus, il écrit habituellement des articles dans différents médias, comme ABC.

## Œuvre
- El cazador (1967).
- Ceguera al azul (1969).
- El unicornio (1971).
- Los enemigos (1974) / Les ennemis (Christian Bourgois, 1993).
- El castillo de la carta cifrada (1979) / Le château de la lettre codée (Christian Bourgois, 1989).
- Amado monstruo (1984) / Monstre aimé (Christian Bourgois, 1987).
- Historias mínimas (1988) / Histoires minimales (José Corti, 1992).
- El cazador de leones (1989) / Le chasseur de lion (Christian Bourgois, 1990).
- La ciudad de las palomas (1990) / La ville des pigeons (Christian Bourgois, 1991).
- El mayordomo miope (1990).
- El gallitigre (1990).
- El discutido testamento de Gastón de Puyparlier(1990) / La dispute ou le testament de Gaston de Puyparlier (José Corti, 1994).
- Problemas oculares (1990) / Problèmes oculaires (Christian Bourgois, 1995)
- Patio de butacas (1991).
- Preparativos de viaje (1991) / Préparatifs de voyages (Christian Bourgois, 1991).
- Zoopatías y zoofilias (1992).
- La agonía de Proserpina (1993) / L'agonie de Proserpine (Christian Bourgois, 1996).
- Los reyes del huerto (1994).
- El nuevo bestiario (1994).
- El crimen del cine Oriente (1995).
- Conversaciones con mi amigo Ramón (1995).
- Los bosques de Nyx (1995) (pièce de théâtre).
- La máquina voladora (1996).
- Los misterios de la ópera (1997) / Les mystères de l'opéra (Christian Bourgois, 1998).
- Un día en el zoo (1997).
- El alfabeto (1997).
- Diálogo en re mayor (1998) / Dialogue en ré majeur (Éditions de la Mauvaise Graine, 2001).
- Napoleón VII (1999) / Napoléon VII (Christian Bourgois, 2001).
- La rebelión de los rábanos (1999).
- Patíbulo interior (2000)
- La patria de las hormigas (2000) / La patrie des fourmis (Christian Bourgois, 2004).
- Otoño en Benasque, los Pirineos (2000)
- Bestiario (2000)
- El canto de las tortugas (2000)
- La soledad de los pirómanos (2001)
- Cuentos perversos (2002).
- La mirada de la muñeca hinchable (2003) / Le regard de la poupée gonflable (Christian Bourgois, 2007).
- Los nuevos inquisidores (2004).
- El cantante de boleros (2005).
- Doce cuentos de Andersen contados por dos viejos verdes (2005).
- La noche del lobo (2006) / La nuit du loup (Christian Bourgois, 2013).
- Los amantes de silicona (2008).
- Pecados griegos (2009)